# Blaukehlarassari
Der Blaukehlarassari (Aulacorhynchus caeruleogularis) ist eine Vogelart aus der Familie der Tukane, die im südlichen Mittelamerika in der Cordillera de Talamanca in Costa Rica und in einigen bergigen Gebieten in Panama vorkommt. 

## Merkmale
Wie alle Grünarassaris ist der Blaukehlarassari vorwiegend grün gefärbt und besitzt den für Tukane typischen übergroßen Schnabel. Männchen sind etwas größer als die Weibchen und erreichen ein Gewicht von 118 bis 184 Gramm, Weibchen werden 139 bis 167 Gramm schwer. Der auffälligste Unterschied zum nah verwandten Laucharassari sind die blaue Kehle und die blauen Wangen (weiß beim Laucharassari). Die Kopfoberseite und der Nacken sind olivfarben. Brust und Bauch sind gelbgrün.

Das Verbreitungsgebiet des Blaukehlarassaris

## Lebensraum und Lebensweise
Der Blaukehlarassari lebt in feuchten Bergwäldern, an Waldrändern, in Plantagen und auf Kahlschlagflächen mit schütterem Baumbestand bis in Höhen von 3000 Metern. Er ernährt sich von Früchten, Wirbellosen und kleinen Wirbeltieren, z. B. nestjunge kleine Vögel und kleine Echsen oder Frösche. Wie alle Tukane ist er ein Höhlenbrüter. Die Brutzeit liegt in den Monaten von März bis August.

## Systematik
Der Blaukehlarassari wurde 1841 durch den britischen Ornithologen John Gould erstmals wissenschaftlich beschrieben. Er gehört innerhalb der Gattung zum A. prasinus-Artenkomplex. In der ornithologischen Datenbank Birds of the World wird er lediglich als Unterart des Laucharassaris (A. prasinus) behandelt, der genetische Abstand zum Laucharassari ist jedoch sehr groß (5,36 %) und zwischen den Verbreitungsgebieten beider Taxa liegt eine Lücke von 240 km und sie sind wahrscheinlich reproduktiv voneinander isoliert. In zahlreichen anderen Onlinequellen und wissenschaftlichen Publikationen hat der Blaukehlarassari den Status einer eigenständigen Art.
Es werden zwei Unterarten unterschieden:
- A. caeruleogularis caeruleogularis, in Costa Rica und im Westen Panamas.
- A. caeruleogularis cognatus, im Osten Panamas und den unmittelbar daran angrenzenden Gebieten Kolumbiens.

## Gefährdung
Die IUCN schätzt den Bestand des Blaukehlarassaris als ungefährdet ein. Mit einer Ausdehnung von mehr als 20.000 km² ist das Verbreitungsgebiet relativ groß und die Population scheint stabil zu sein.